# Tropidacris dux
Tropidacris dux is een rechtvleugelig insect uit de familie Romaleidae die behoort bij de sprinkhanen en krekels.
De sprinkhaan heeft groene voorvleugels en geelachtige poten en kop. De achtervleugels, waarmee gevlogen wordt zijn oranje van kleur. De nimfen zijn zwart met heldere gele dwarsstrepen. Met een spanwijdte tot 18 centimeter is deze soort een van de grootste insecten ter wereld. De sprinkhaan wordt soms uit de lucht geschoten door jagers die op vogels jagen.
Tropidacris dux komt voor in Zuid-Amerika en kan een plaag zijn op sommige door de mens geteelde gewassen, zoals banaan.